# 1912 год в кино

## Знаменательные события
- В США снят первый киносериал «Что случилось с Мэри»
- Вышел на экраны первый российский мультипликационный фильм (объёмная кукольная анимация) «Прекрасная Люканида, или Война усачей с рогачами», реж Владислав Старевич.

## Фильмы

### Мировое кино
- «Завоевание полюса»/À la conquête du Pôle, Франция (реж. Жорж Мельес)
- «Идиллия на ферме»/Une idylle à la ferme, Франция (реж. Макс Линдер)
- «Королева Елизавета»/Les Amours de la reine Élisabeth, Франция (реж. Луис Меркантон)
- «Легенда Сонной Лощины»/The Legend of Sleepy Hollow, США (реж. Этьен Арно)
- «Макс — законодатель мод»/Max lance la mode, Франция (реж. Макс Линдер)
- «Макс — преподаватель танго»/Max professeur de tango, Франция (реж. Макс Линдер)
- «Маска ужаса»/Le masque d’horreur, Франция (реж. Абель Ганс)
- «Сатана»/Satana, Италия (реж. Луиджи Маджи)

### Российское кино
- «1812 год», (реж. Василий Гончаров)
- «Барышня-крестьянка», (реж. Пётр Чардынин)
- «Крестьянская доля», (реж. Пётр Чардынин)
- «Лишённый солнца», (реж. Владимир Кривцов)
- «Уход великого старца», (реж. Яков Протазанов)

## Персоналии

### Родились
- 17 января — Александер Севрук, польский актёр театра и кино.
- 21 января — Павел Шпрингфельд, советский актёр театра и кино, заслуженный артист РСФСР.
- 16 апреля — Евгений Самойлов, советский актёр театра и кино, народный артист СССР.
- 30 апреля — Сабольч Феньеш, венгерский кинокомпозитор.
- 24 июня — Сергей Филиппов, советский комедийный киноактёр, народный артист РСФСР.
- 24 июля — Станислав Воль (1912—1985) — польский кинорежиссёр, сценарист, оператор и продюсер.
- 2 августа — Палле Хулд, датский киноактёр, писатель, путешественник.
- 17 сентября — Георгий Менглет, советский актёр театра и кино, народный артист СССР.
- 29 сентября — Микеланджело Антониони, итальянский кинорежиссёр и сценарист.